# Manastirica (Kladovo)
Pour les articles homonymes, voir Manastirica.
Manastirica (en serbe cyrillique : Манастирица) est un village de Serbie situé dans la municipalité de Kladovo, district de Bor. Au recensement de 2011, il comptait 174 habitants.

## Démographie

### Évolution historique de la population
| 1948 | 1953 | 1961 | 1971 | 1981 | 1991 | 2002 | 2011 |
| ---- | ---- | ---- | ---- | ---- | ---- | ---- | ---- |
| 449  | 479  | 486  | 529  | 438  | 356  | 250  | 174  |

|  |